# Equip d'Or

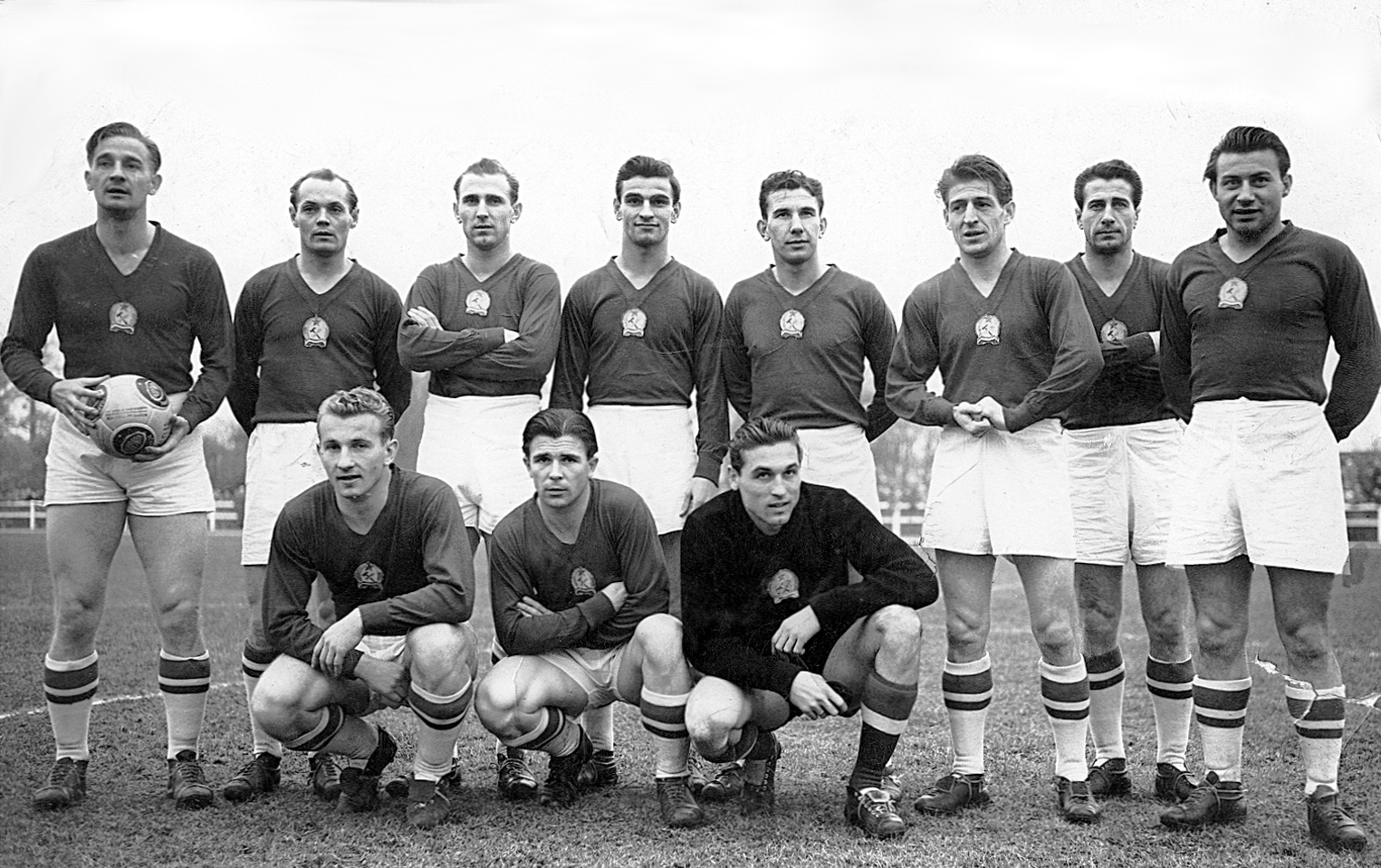
L'equip d'or el 1953
ajupits: Mihály Lantos, Ferenc Puskás, Gyula Grosics
dempeus: Gyula Lóránt, Jenő Buzánszky, Nándor Hidegkuti, Sándor Kocsis, József Zakariás, Zoltán Czibor, József Bozsik, László Budai

L'Equip d'Or (hongarès: Aranycsapat; també conegut com els Poderosos Magiars, els Meravellosos Magiars, els Magnifics Magiars, o els Màgics Magiars) fa referència a la selecció d'Hongria de la dècada dels 1950.
Entre 1950 i 1956, obtingué un rècord de 42 victòries, 7 empats i tot just una derrota, la final de la Copa del Món de futbol de 1954 a Berna (el miracle de Berna). Després de la Revolució hongaresa de 1956 l'equip es desfeu.

## Jugadors

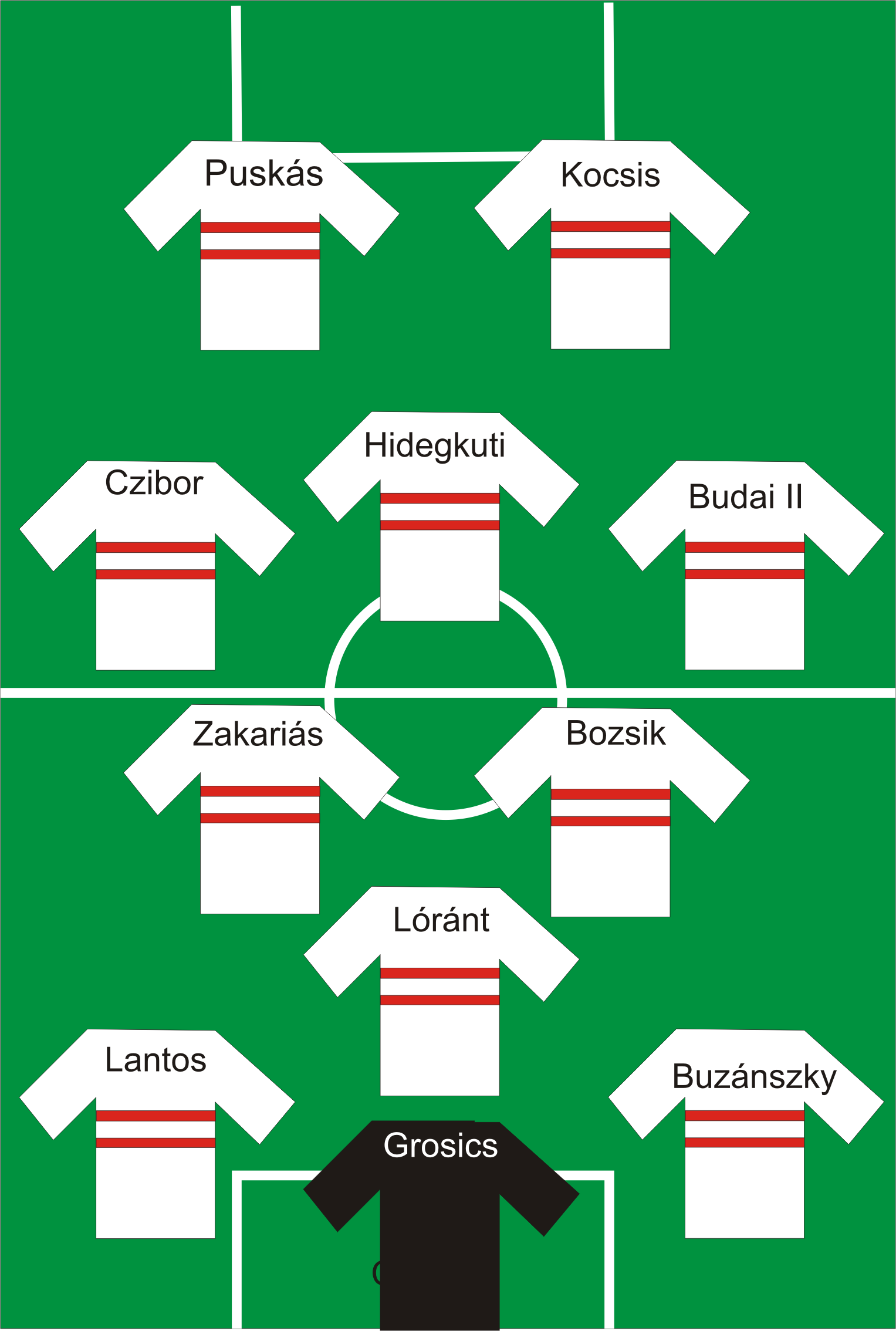
Formació 2-3-3-2 utilitzada per l'equip.

L'equip fou dirigit a la banqueta per Gusztáv Sebes, i al terreny de joc destacaren sis jugadors per damunt de tots: Ferenc Puskás, Sándor Kocsis, Nándor Hidegkuti, Zoltán Czibor, József Bozsik i Gyula Grosics, la majoria d'ells jugadors del Budapest Honvéd.
Llistat de jugadors que van jugar almenys un partit amb la selecció hongaresa des del nomenament de Gusztáv Sebes com a seleccionador (10 abril 1948) i la revolta hongaresa (14 octubre 1956), amb l'onze tipus en negreta (entre parèntesis el nombre de partits amb la selecció).
- Gusztáv Aspirány (2)
- György Babolcsai (4)
- Sándor Balogh (24)
- Nándor Bányai (2)
- Pál Berendi (24)
- József Bozsik (101)
- János Börzsei (22)
- László Budai (39)
- Dezső Bundzsák (25)
- Jenő Buzánszky (48)
- Zoltán Czibor (43)
- Pál Csernai (2)
- Lajos Csordás (19)
- Jenő Dalnoki (14)
- Imre Danka (4)
- Ferenc Deák (20)
- Zoltán Dudás (2)
- Béla Egresi (23)
- Lajos Faragó (7)
- Árpád Fazekas (5)
- Máté Fenyvesi (76)
- Sándor Gellér (8)
- Gyula Grosics (86)
- László Gyurik (1)
- Géza Gulyás (0)
- Sándor Hegyi (2)
- Géza Henni (16)
- Nándor Hidegkuti (69)
- György Horváth (1)
- István Ilku (10)
- Zoltán Józsa (2)
- Béla Kárpáti (19)
- Tamás Kertész (2)
- Mihály Keszthelyi (6)
- Mihály Kispéter (11)
- Sándor Kocsis (68)
- Tibor Komáromi (1)
- Antal Kotász (37)
- Ferenc Kovács (1)
- Imre Kovács (8)
- József Kovács (3)
- Károly Lakat (13)
- Mihály Lantos (52)
- Gyula Lóránt (37)
- Ferenc Machos (29)
- Sándor Mátrai (81)
- Mihály Nagymarosi (13)
- Géza Oláh (3)
- János Palotai (1)
- Péter Palotás (24)
- Ferenc Puskás (85)
- József Raduly (2)
- László Rákóczi (1)
- Ferenc Rudas (23)
- Sándor Ruzsa (2)
- Lajos Samus (1)
- Károly Sándor (75)
- László Sárosi (46)
- István Sipos (1)
- László Szabó (1)
- Gyula Szilágyi (12)
- István Szimcsák (6)
- Ferenc Szojka (28)
- Ferenc Szusza (24)
- Sándor Szűcs (19)
- György Takács (3)
- Gyula Teleki (3)
- Lajos Tichy (72)
- Ferenc Tóth (2)
- György Tóth (15)
- József Tóth (12)
- Mihály Tóth (6)
- István Turai (1)
- Pál Várhidi (10)
- István Virág (1)
- József Zakariás (35)
- Sándor Zsédely (1)

## Partits destacats
- Final dels Jocs Olímpics de 1952 (Iugoslàvia vs. Hongria)

L'equip hongarès arribava després de dos anys imbatut. Derrotà fàcilment els rivals en les rondes prèvies i arribà a semifinals davant el vigent campió de 1948, Suècia, al qual derrotà per 6 a 0. A la final s'enfrontà a Iugoslàvia a la que vencé per 2 a 0 amb gols de Ferenc Puskás i Zoltán Czibor.
- Final del Campionat de l'Europa Central de 1953 (Itàlia vs. Hongria)

El campionat el disputaren algunes de les seleccions europees més potents del moment, Itàlia, Àustria, Txecoslovaquia o Suïssa. A la final derrotà Itàlia per 3 a 0, amb un gols de Nándor Hidegkuti i dos de Puskás.
- 1953 "El partit del segle" (Anglaterra vs. Hongria)

Fou un partit amistós disputat el 25 de novembre de 1953. Fou la primera derrota d'Anglaterra (els inventors del futbol) a casa amb un equip que no fos de les Illes Britàniques. La premsa anglesa anomenà aquest partit com el Partit del Segle. Davant 105.000 espectadors al Wembley Stadium, Hongria guanyà per 3 a 6, amb gols de Hidegkuti (3), Puskás (2) i Bozsik.
- 1954 Hongria 7 Anglaterra 1

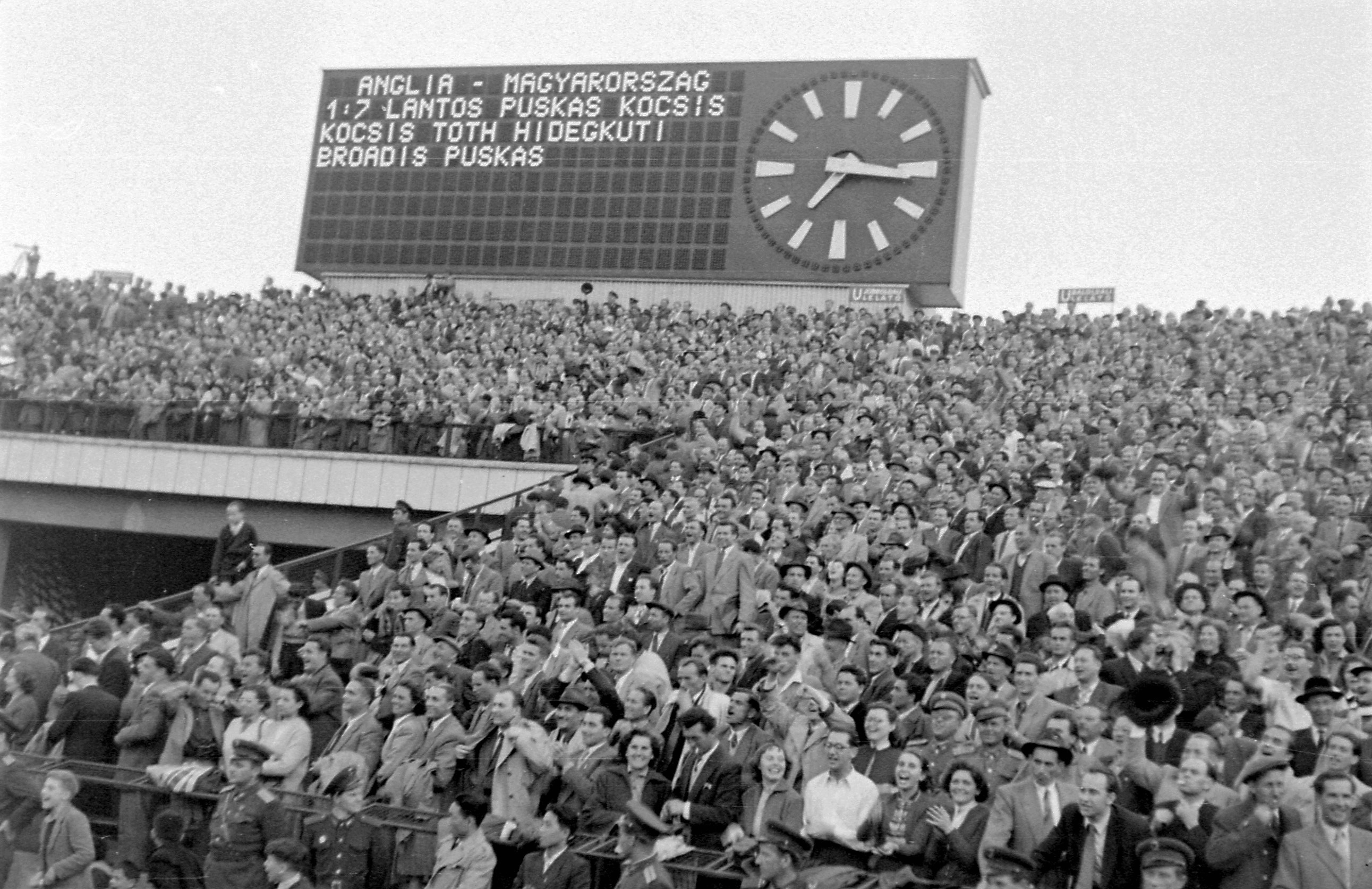
Seguidors hongaresos després del partit (1–7).

Uns mesos després des disputà la revenja davant Anglaterra a Budapest, el 23 de maig de 1954. El resultat fou encara més ampli pels magiars, 7 a 1, la major derrota mai patida per Anglaterra.
- Mundial 1954 Hongria 8 Alemanya Occidental 3

En la primera fase del Mundial de 1954 s'enfrontà a Corea del Sud (9–0) i Alemanya a la qual derrotà per 8 a 3, amb quatre gols de Kocsis.
- Mundial 1954 "La batalla de Berna" (Brasil vs. Hongria)

Els quarts de final del Mundial 54 enfrontaren a Hongria amb el Brasil. El partit es caracteritzà pel joc violent, acabant amb el resultat de 4 a 2 pels hongaresos.
- Mundial 1954 Semifinals (Uruguai vs. Hongria)

A les semifinals del Mundial, Hongria s'enfrontà al campió previ, Uruguai. La victòria fou per Hongria a la pròrroga, per 4 a 2.
- Mundial 1954 "El Miracle de Berna" (Alemanya Occidental vs. Hongria)

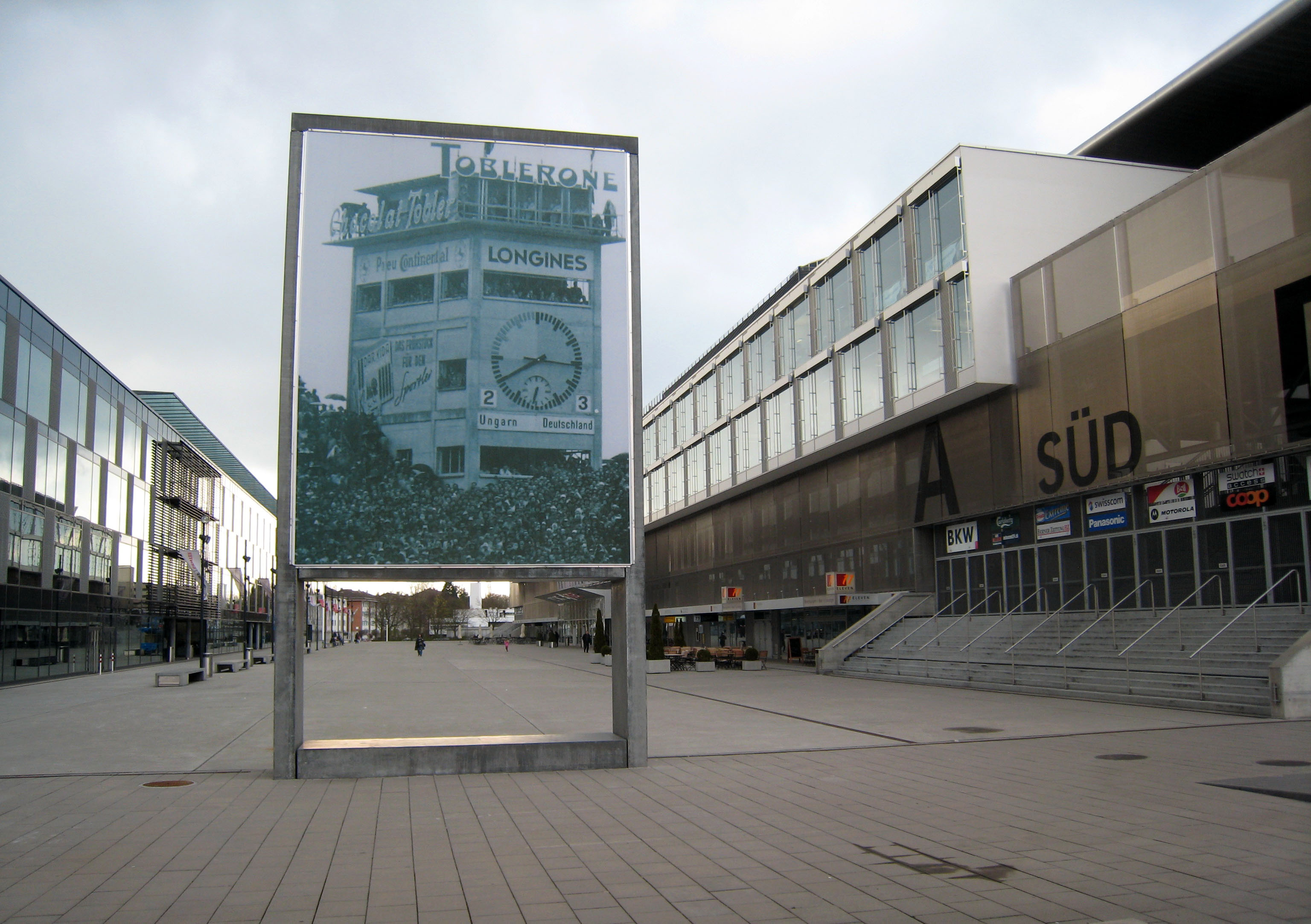
Fotorafia amb el resultat de la final del Mundial 1954, situada davant de l'Stade de Suisse.

Hongria ja havia guanyat a Alemanya en la primera fase. Puskás reapareixia d'una lesió i marcà el primer gol del partit. Poc després Czibor marcà el 2-0. No obstant, els alemanys donaren la volta al marcador i guanyaren per 3 a 2, en el que fou conegut com el miracle de Berna.
- 1955 Escòcia 2 Hongria 4

El 8 de desembre de 1954, Escòcia va rebre Hongria a Hampden Park in a friendly match, before a crowd of davant 113.000 espectadors, amb una nova victòria hongaresa per 4 a 2.
- 1956 Unió Soviètica 0 Hongria 1

El darrer gran partit dels magiars fou en 23 de setembre de 1956, a l'estadi Central Lenin de Moscou, davant 102.000 espectadors. L'equip soviètic restava imbatut a casa, però un gol de Zoltán Czibor acabà amb la ratxa soviètica.

## Palmarès

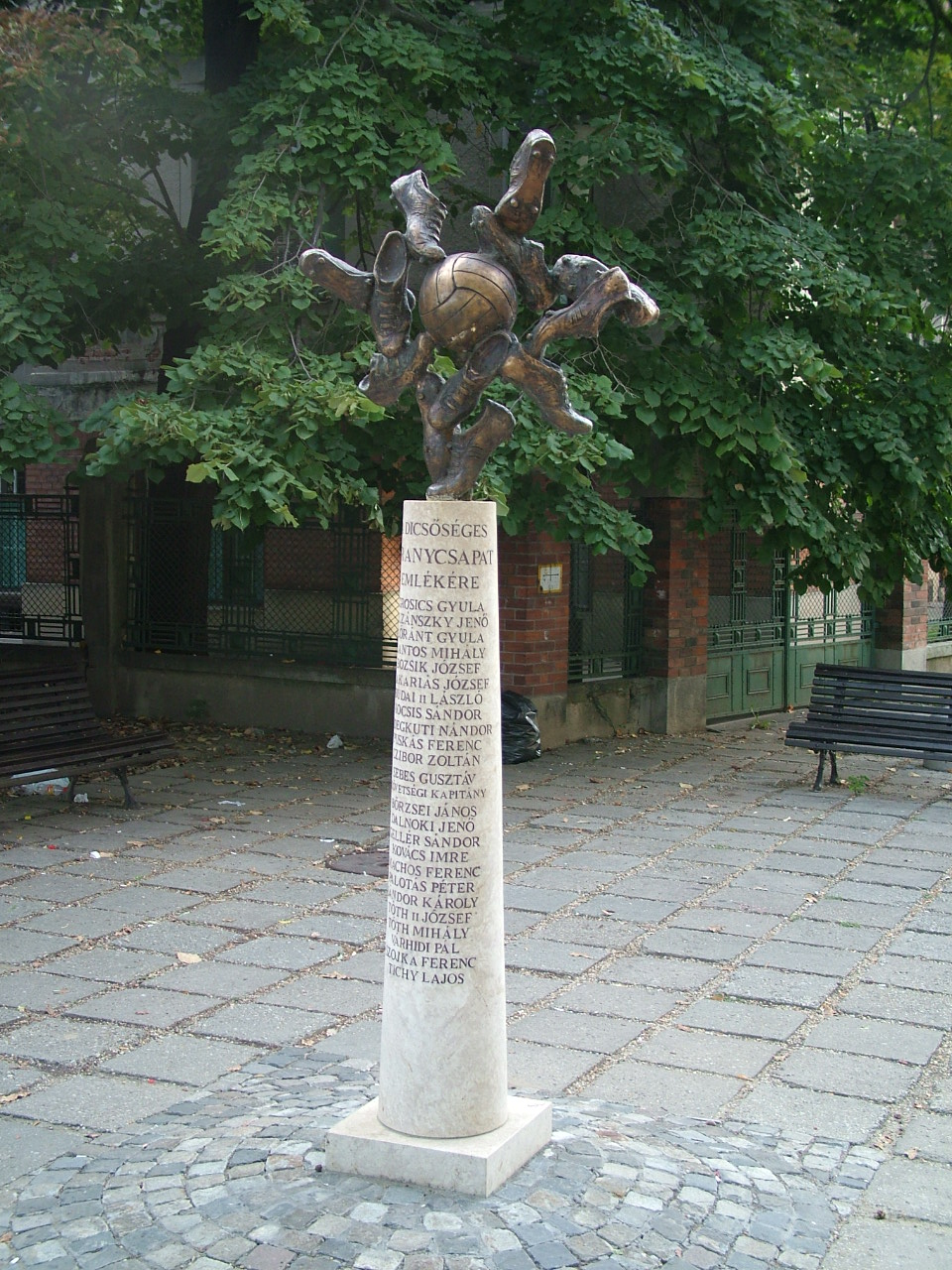
Memorial a lAranycsapat a Szeged, Hongria.

- Copa Internacional de l'Europa Central
  - 1948/53
- Jocs Olímpics d'Estiu de 1952
  - 1952
- Copa del Món de futbol
  - Finalista : 1954